# Dagziekenhuis
Een dagziekenhuis is een ziekenhuis waar alleen dagbehandelingen plaatsvinden, met eventueel een beperkte meerdaagse opnamemogelijkheid. Er zijn doorgaans meerdere poliklinieken gevestigd. Door de schaalvergroting in de medische wereld zijn veel dagziekenhuizen inmiddels onderdeel geworden van een grotere organisatie, waar vaak ook een algemeen ziekenhuis met klinische faciliteiten toe behoort. In dit geval is de dagkliniek gewoon een afdeling in een ziekenhuis die enkel overdag op weekdagen gebruikt wordt. Voordeel hiervan is dat hier 's nachts en tijdens weekends geen personeel voorzien moet worden en hierdoor (loon)kosten bespaard worden. 
Doordat sommige ingrepen door de technologische vooruitgang minder belastend werden dan vroeger, kan de patiënt sneller naar huis. In België werd in 2023 de lijst van ingrepen die in dagopname kunnen gebeuren uitgebreid tot 551.
Niet enkel chirurgische ingrepen vinden plaats in een dagziekenhuis, ook onderzoeken met of zonder narcose en medische behandelingen zoals bijvoorbeeld toedienen van medicatie via infuus of een pijnbehandeling kunnen gebeuren zonder overnachting. Afhankelijk van de situatie verblijft de patiënt enkele uren in een kamer met bed of in een gemeenschappelijke ruimte met zetels. 